# Karl Wilhelm Diefenbach

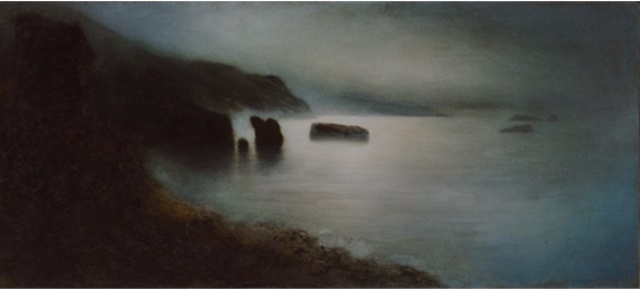
Utsikt över Capri av Karl Diefenbach

Karl Wilhelm Diefenbach, född 21 februari 1851 i Hadamar, Hertigdömet Nassau, död 15 december 1913 på Capri, var en tysk symbolistisk konstnär och samhällsdebattör.

## Biografi
Diefenbach var anhängare av dåtidens kulturström Lebensreform (livsreform) och en pionjär inom fredsrörelsen. Efter vistelse hos Arnold Rikli skapade han sin "Landkommun" Himmelhof intill Ober Sankt Veit vid Wien (1897–1899). Denna kommun var förebild när hans elev Gusto Gräser grundade kollektivet Monte Verità intill Ascona. En annan av hans mer kända elever var Fidus.
Hans samhällsidéer förespråkade ett liv i harmoni med naturen, vegetarianism, naturism och ett motstånd mot monogami och religion (trots att han själv var teosof). När hans landskommun gick i konkurs flyttade han till Capri och bodde där fram till sin död.
Som målare var han en egensinnig symbolist, delvis inspirerad av Arnold Böcklin.

## Utmärkelser
Asteroiden 6059 Diefenbach är uppkallad efter honom.